# Shraga Weinberg
Shraga Weinberg (* 25. März 1966 in Petach Tikwa) ist ein israelischer Rollstuhltennisspieler.

## Karriere
Shraga Weinberg ist seit Geburt gelähmt. Im Rollstuhltennis startet er in der Klasse der Quadriplegiker.
Er nahm an drei Paralympischen Spielen teil. 2004, als die Klasse der Quadriplegiker erstmals im paralympischen Programm ausgetragen wurde, trat er lediglich im Einzel an, wo er das Viertelfinale erreichte. Auch 2008 scheiterte er, wie schon vier Jahre zuvor, im Einzel im Achtelfinale an David Wagner. Im Doppel gewann er mit dem Finaleinzug die Silbermedaille. An der Seite von Boaz Kramer unterlag er im Endspiel David Wagner und Nick Taylor. 2012 erreichte er erstmals das Halbfinale im Einzel. Dieses verlor er gegen Landsmann Noam Gershony, wie auch das anschließende Spiel um Bronze gegen Nick Taylor. Mit Gershony gewann er im Doppel die Bronzemedaille.
Beim Wheelchair Tennis Masters stand Shraga Weinberg im Doppel zweimal im Finale. 2009 war er Partner von Dorrie Timmermans-van Hall, 2012 von Antonio Raffaele. Beide Male unterlagen Weinberg und seine Partner gegen David Wagner und Nick Taylor.
In der Weltrangliste erreichte er seine besten Platzierungen sowohl im Einzel als auch im Doppel mit Rang eins. Im Einzel erreichte er diesen erstmals am 1. Oktober 2001 und im Doppel am 13. Oktober 2003.